# Marquesado de Bonanza
El marquesado de Bonanza es un título nobiliario español creado por la reina regente María Cristina de Habsburgo Lorena, durante la minoría del rey Alfonso XIII, y concedido a Manuel Crispulo González y Soto, destacada personalidad de la industria vitivinícola, el 6 de febrero de 1902 por real decreto y el 30 de abril del mismo año por real despacho.
Su nombre hace referencia al Puerto de Bonanza, en Sanlúcar de Barrameda.

## Marqueses de Bonanza
La lista de sus titulares es la que sigue:
- Manuel Críspulo González y Soto (m. 1933), I marqués de Bonanza.

Se casó con María Josefa de Agreda y Pérez de Grandallana. Le sucedió su hijo:
- José Luis González y de Agreda (m. 1940), ¿II marqués de Bonanza?. Le sucedió su hermana:

- Isabel González y de Agreda, III marquesa de Bonanza. El 12 de mayo de 1970 le sucedió su primo hermano, hijo del I marqués de Torresoto:

- Manuel María González Gordón, IV marqués de Bonanza.

Se casó con Elilia Díez y Gutiérrez. El 23 de octubre de 1981 le sucedió su hijo:
- Manuel María Mauricio González-Gordon y Díez, V marqués de Bonanza.

Se casó con Milagro López de Carrizosa y Eizaguire. El 7 de marzo de 2016 —tras solicitud del 28 de octubre de 2015 (BOE del 19 de noviembre) y orden del 1 de febrero del año siguiente para que se expida carta de sucesión (BOE del día 11 del mes)— le sucedió su hijo:
- Manuel María Mauricio González-Gordon López de Carrizosa, VI marqués de Bonanza.